# Radikální liberální strana
Radikální liberální strana (dánsky Det Radikale Venstre, česky někdy také Radikálně liberální strana nebo Radikální levice) je dánská sociálně liberální politická strana vzniklá roku 1905. V názvu, který pochází ze začátku 20. století je slovo levice chápáno jako synonymum liberalismu (opozice ke konzervatismu - pravice). Proto se jako oficiální název v angličtině uvádí Danish Social Liberal Party neboli Sociálně liberální strana Dánska.